# ۱۱ بره
۱۱ بره یک ستاره است که در صورت فلکی برج حمل قرار دارد.